# المحكمة العالمية حول العراق
كانت المحكمة العالمية حول العراق ( WTI ) محكمة شعبية تتألف من مثقفين ونشطاء في مجال حقوق الإنسان ومنظمات غير حكومية ، وكانت نشطة من عام 2003 إلى عام 2005 . تأسست في أعقاب غزو العراق عام 2003 ، وانبثقت من الحركة المناهضة للحرب ، وهي على غرار محكمة راسل للحركة الأمريكية المناهضة لحرب فيتنام .    

## الإجراءات
- بروكسل ، 14-17 أبريل / نيسان 2004 ـ ركزت جلسات محكمة بروكسل على برامج وسياسات مشروع القرن الأمريكي الجديد ( PNAC ) ، ودوره في الحرب ضد العراق ، ودور الحرب ضد العراق كجزء من برنامج PNAC للهيمنة العسكرية على الأرض

## المنشورات
تم جمع المجموعة الأكثر اكتمالاً لوقائع المحكمة في كتاب سوكمن ، إم جي روي ، إيه . وفالك ، آر . ( المحرران ) 2008 . المحكمة العالمية بشأن العراق : بناء القضية ضد الحرب . نورثامبتون ، ماساتشوستس : مطبعة أوليف برانش .
انظر أيضًا : بورووياك ، س . 2008 . " المحكمة الدولية بشأن العراق : محاكم المواطنين والنضال من أجل المساءلة ". مجلة العلوم السياسية الجديدة ، 30 : 161-186 . كوبوكو ، أ . 2011 . " حول الاحتلالات العالمية . حالة المحكمة الدولية بشأن العراق " ، مجلة التدخلات. المجلة الدولية لدراسات ما بعد الاستعمار ، 13 : 422-442 .
ج . جيرسون ود . سناويرت .2021 . العدالة الاستصلاحية لما بعد الصراع : ديمقراطية العدالة في المحكمة الدولية الخاصة بالعراق . دار نشر كامبريدج سكولارز .

## روابط خارجية
- الموقع الأصلي،  ، لم يعد متاحًا. يحتفظ أرشيف الإنترنت بنسخة من الموقع اعتبارًا من 2007/2004.
- لجنة تتهم الولايات المتحدة والمملكة المتحدة بشأن العراق ، الجزيرة ، 28 يونيو